# Субботин, Виктор Георгиевич
Виктор Георгиевич Субботин (род. 28 мая 1959, Харьков) — украинский менеджер, управленец, промышленник и банкир.

## Биография
Родился 28 мая 1959 г. в Харькове. Окончил Харьковскую общеобразовательную школу № 43.
В 1982 г. закончил Харьковский автомобильно-дорожный институт по специальности «инженер-механик»,
```
С 1984 по 1988 год – первый секретарь Московского райкома комсомола города Харькова, в 1988-1990 гг. - первый секретарь Харьковского городского комитета комсомола, в 1990-1991 годах - начальник Харьковского областного управления хозяйственных органов ЛКСМ Украины
1995 г. — 
Харьковский государственный университет имени М.
 
Горького
 по специальности 
финансист
, «Финансы и кредит». Прошел путь профессиональной подготовки в производственной и общественной сферах, 
кандидат экономических наук
, 
заслуженный экономист Украины
, лауреат 
государственной премии Украины в области науки и техники
.
```

Почётный гражданин Харьковской области (2017).
В 1995 г. избран председателем правления ПАО «Мегабанк», в 2006 г. — председатель наблюдательного совета «Мегабанка». С апреля 2007 года и по сей день — генеральный директор ОАО «Турбоатом».